# 23067 Ishajain
23067 Ishajain là một tiểu hành tinh vành đai chính với chu kỳ quỹ đạo là 2030.8855953 ngày (5.56 năm).
Nó được phát hiện ngày 7 tháng 12 năm 1999.